# Vlčnov (Chrudim)

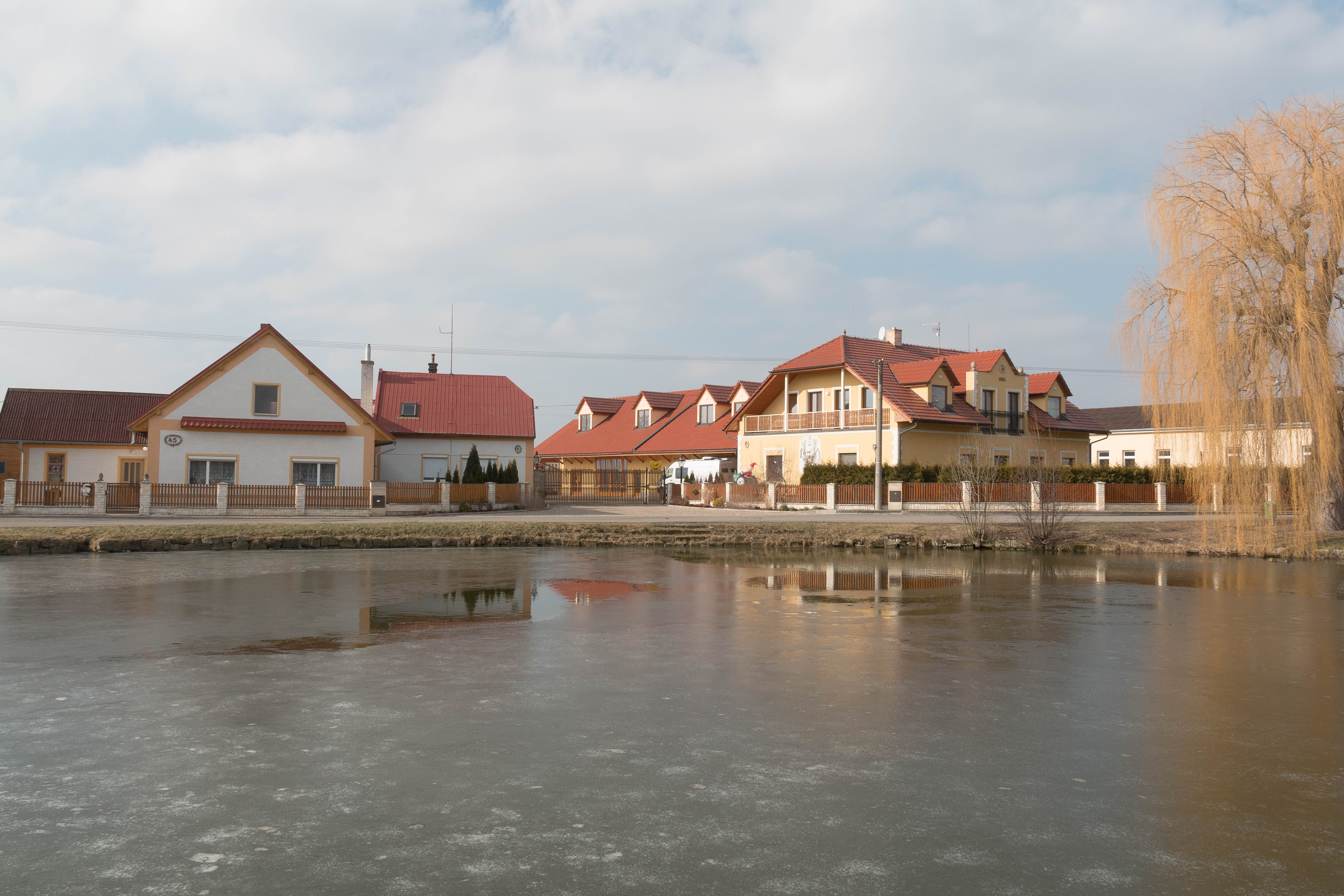
Dorfteich

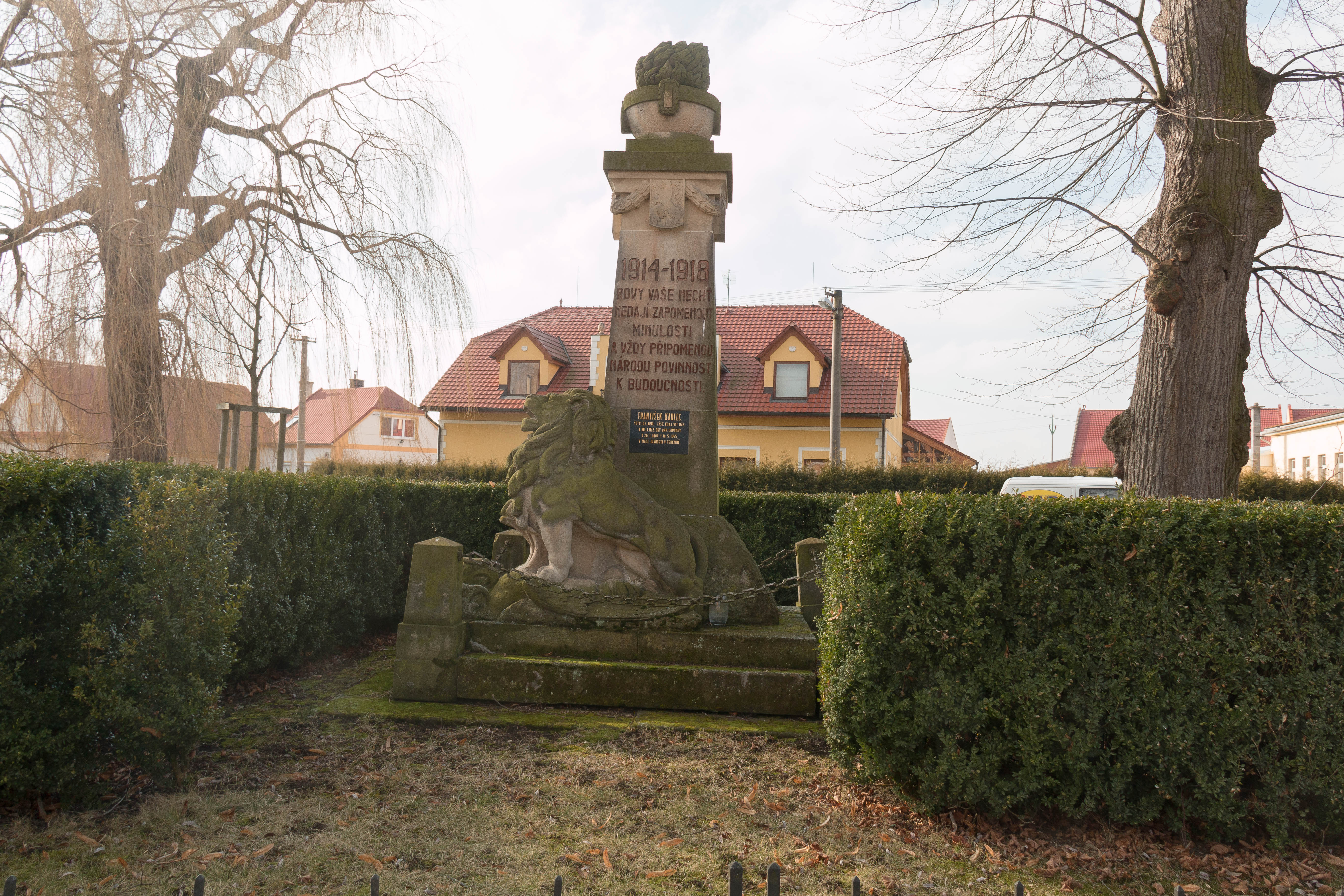
Gefallenendenkmal

Vlčnov (deutsch Wltschnow, 1939–45 Wiltschnau) ist ein Ortsteil der Stadt Chrudim in Tschechien. Er liegt vier Kilometer südöstlich des Stadtzentrums von Chrudim und gehört zum Okres Chrudim.

## Geographie
Vlčnov befindet sich rechtsseitig über dem Tal der Chrudimka auf der Hrochotýnecká tabule (Hrochow-Teinitzer Tafel). Im Ort entspringt der Bach Vlčnovský potok. Im Nordwesten erhebt sich die Vlčí hora (291 m n.m.). Westlich von Vlčnov verläuft die künftige Trasse der Staatsstraße I/37 zwischen Chrudim und Slatiňany. 
Nachbarorte sind V Lindách und Topol im Norden, Kočí im Nordosten, Tři Bubny im Osten, Řestoky und Zaječice im Südosten, Orel im Süden, Slatiňany und Říště im Südwesten, Presy, Janderov und Píšťovy im Westen sowie Vlčí Hora, Na Špici und Chrudim-Nové město im Nordwesten.

## Geschichte
Die erste urkundliche Erwähnung des Ortes erfolgte im Jahre 1244, als Dobrohost von Vlčnov die Schenkung der Dörfer Hostivice und Blatnice durch Jan, den Sohn des Zbyslav, an das Prämonstratenserkloster in Litomyšl bezeugte. Das Dorf war Sitz der Herren von Vlčnov, die den Besitz bis zur Mitte des 15. Jahrhunderts hielten. Ctibor von Vlčnov wurde 1319 zusammen mit Přibík von Zaječice, Ctibor von Přestavlky und Konrád von Nasavrky vor dem Landesgericht wegen Raubes angeklagt. 1407 kaufte Petr von Vlčnov den Hof des Jan Lidéř von Mikulovice. Zwei Jahre später erwarb Václav von Vlčnov den Meierhof einschließlich der ehemaligen Feste von Jiřík Rožnovský aus Chrudim. Václav und Vaněk von Vlčnov traten 1440 in Čáslav dem Landfried bei. Kateřina Dřelská überließ 1514 der Königsstadt Chrudim zur Errichtung eines Spitals neben ihren Einkünften aus den Dörfern Dřenice und Ostřešany auch einen Anteil von Vlčnov. Um 1530 verkaufte Jan Holec von Nemošice der Stadt seinen Hof in Vlčnov mit der Schänke sowie den Neuen Hof mit der Schleiferei an der Chrudimka. Damit besaß die Stadt den größten Teil von Vlčnov mit Ausnahme eines Freihofes. 
Wegen der Beteiligung der Stadt Chrudim am Ständeaufstand gegen die Habsburger konfiszierte König Ferdinand I. 1547 deren Güter. Zur Aufrechterhaltung der Armenversorgung einschließlich des Spitals übertrug Ferdinand I. dem Spital die Dörfer Kočí und Vlčnov. 1561 erfolgte der Ausverkauf der anderen unter Vlčnover Herrschaft gestellten Chrudimer Dörfer. Nach der Schlacht am Weißen Berg erfolgte eine erneute Konfiskation der Chrudimer Dörfer durch den böhmischen König Ferdinand II., weil die Stadt Chrudim den Ständeaufstand von 1618 unterstützt hatte; im Jahre 1628 erhielt die Stadt ihre Besitzungen wieder zurück. Das Dorf Vlčnov bestand zu dieser Zeit aus 6 Anwesen. 1655 erreichten die Untertanen aus Kočí und Vlčnov in einem Streit mit der Stadt Chrudim, dass ihnen die Abgaben für die Jahre 1620 bis 1654 erlassen wurden. 1662 führten die Bewohner von Kočí und Vlčnov beim Erzbistum Prag Beschwerde gegen die Stadt Chrudim und wollten beweisen, dass sie nicht Untertanen der Stadt, sondern des Chrudimer Spitals seien. Ab 1669 verweigerten die Dörfer Kočí und Vlčnov die Erbringung erhöhter Robotleistungen, zur Strafe ließ die Stadt von Februar bis Mai 1671 in beiden Orten zwei Korporale mit 20 Dragonern einquartieren und die Bewohner deren Pferde unterhalten. Am 6. Oktober 1671 war der Widerstand beider Dörfer gebrochen und ihre Bewohner zur Annahme überhöhter Robotverpflichtungen gezwungen. Wenig später führten beide Dörfer beim Kaiser und dem Prager Konsistorium dagegen Beschwerde. 1673 wurden die Rädelsführer, aus Vlčnov waren dies der Richter Jan Budínský und Samuel Borovec, gefangen genommen und nach Prag gebracht. Während der Haft versprachen sie 1674 gegenüber Vertretern der Stadt Gehorsam und Unterwerfung.
Besitzer des Freihofes war seit der zweiten Hälfte des 16. Jahrhunderts die Familie Vlčnovský von Vrbice. Ab 1615 gehörte der Hof mit einem Untertanen Jan Václav Talácko von Ještětice. Nach weiteren Besitzerwechseln erwarb 1683 der Besitzer des Gutes Zaječice, Lambert Hřebenáč von Harrach, den Freihof. Er überließ das Gut Zaječice mit dem Freihof Vlčnov 1696 Augustin Norbert Woracziczky von Pabienitz, der es im Januar 1697 für 62.000 Rheinische Gulden an Joseph Franz Graf von Schönfeld verkaufte. Graf Schönfeld schlug das Gut Zaječice mit dem Hof Vlčnov 1701 der Herrschaft Nassaberg zu. Später wurde der Hof verpachtet.
Im Jahre 1719 verhandelte Joseph Franz von Schönfeld mit der Stadt Chrudim wegen eines Tausches seines Hofes und der Mühle in Chrudim gegen das Dorf Vlčnov, alternativ war er auch zum Kauf des Dorfes bereit; da Schönfeld dafür jedoch nur 10.000 Gulden zahlen wollte, scheiterten die Verhandlungen.
Sowohl im Chrudimer als auch im Nassaberger Anteil bestanden Wirtshäuser. Das Gasthaus im städtischen Anteil befand sich in einem verkommenen Zustand. Nachdem die Stadt Chrudim ihren Untertanen 1733 den Besuch der Schenke im Nassaberger Anteil verboten hatte, untersagte Graf Schönfeld seinen Bauern im Winter die Anfuhr von Brennholz in die Stadt. Wenig später erfolgte eine Beilegung der Differenzen. Nachdem um 1784 im städtischen Anteil der Bau einer Schmiede erfolgt war, protestierte die Nassaberger Herrschaft dagegen. Im Februar 1785 erteilte die Stadt die Konzession zum Betrieb der Schmiede, da für die Verhinderung seitens des Amtes Nassaberg keine rechtliche Grundlage bestand. 1789 standen in dem Dorf 25 Häuser.
Im Jahre 1835 bestand das im Chrudimer Kreis gelegene Dorf Wltschnow bzw. Wlčnow aus 31 Häusern mit 167 Einwohnern. Drei der Häuser, darunter ein verpachteter Meierhof, gehörten zur Herrschaft Nassaberg. Pfarrort war Chrudim. Bis zur Mitte des 19. Jahrhunderts blieb Wltschnow der königlichen Kreis- und Leibgedingestadt Chrudim untertänig. 
Nach der Aufhebung der Patrimonialherrschaften bildete Vlčnov eine Gemeinde im Gerichtsbezirk Chrudim. Ab 1868 gehörte das Dorf zum Bezirk Chrudim. 1869 hatte Vlčnov 160 Einwohner. Im Jahre 1900 lebten in dem Dorf 203 Personen, zehn Jahre später waren es 249. 1930 hatte Vlčnov 278 Einwohner. Im Jahre 1961 lebten 166 Menschen in dem Dorf. 1964 erfolgte die Eingemeindung nach Orel; seit dem Beginn des Jahres 1981 ist Vlčnov ein Ortsteil von Chrudim.

## Ortsgliederung
Der Ortsteil Vlčnov bildet den Katastralbezirk Vlčnov u Chrudimi.

## Sehenswürdigkeiten
- Gedenkstein für die Gefallenen beider Weltkriege
- Steinernes Kreuz